# Дрижиногреблянська сільська рада
Дрижиногреблянська сільська рада — колишній орган місцевого самоврядування у Кобеляцькому районі Полтавської області з центром у c. Дрижина Гребля.

## Населені пункти
Сільраді були підпорядковані населені пункти:
- c. Дрижина Гребля